# Национальный центр информации
Национальный центр информации (исп. Central Nacional de Informaciones) — чилийская спецслужба 1977—1990, в период военной диктатуры генерала Пиночета. Создан на основе ДИНА. Являлся инструментом политических репрессий и государственного насилия, практиковал произвольные аресты, пытки, тайные убийства. Проводил крупные спецоперации против политической оппозиции и вооружённого подполья. Распущен при восстановлении демократических порядков.

## Преемство от ДИНА
11 сентября 1973 в Чили был совершён военный переворот, свергнуто левое правительство Сальвадора Альенде, к власти пришла правая хунта во главе с генералом Аугусто Пиночетом. Установилась многолетняя военная диктатура. Практически сразу была создана тайная политическая полиция: Управление национальной разведки — ДИНА. Начальником ДИНА был назначен полковник Мануэль Контрерас.
ДИНА быстро приобрела одиозную репутацию. Тысячи противников режима подверглись произвольным арестам, превентивному заключению, пыткам и бессудным казням. Чилийские власти активно включились в Операцию «Кондор» — программу тайных убийств левых политэмигрантов. В 1974 агенты ДИНА Майкл Таунли и Мариана Кальехас взорвали в Буэнос-Айресе Карлоса Пратса с женой Софией Кутберт. В 1976 группа Таунли взорвала в Вашингтоне Орландо Летельера с секретаршей Ронни Моффит.
Убийство Летельера и Моффит повлекло непредвиденные последствия. Это был первый теракт, организованный иностранной спецслужбой в столице США. Произошёл всплеск общественного негодования. Республиканская администрация Джеральда Форда и тем более демократическая администрация Джимми Картера посчитали это наказуемым беспределом. Расследование ФБР установило участников теракта — агентов ДИНА. Негодующая общественность настаивала на разрыве всех отношений и активном бойкоте пиночетовского режима.
Госдепартамент потребовал от Чили выдачи преступников. Президент Пиночет не хотел дополнительно осложнять отношения с США. Пришлось пойти на некоторые уступки. Майкл Таунли был экстрадирован и предстал перед американским судом. Последовали также жесты декоративной «либерализации» военного режима. 13 августа 1977 была расформирована окончательно скомпрометированная ДИНА — и в тот же день декрет-закон N 1878 учредил Национальный центр информации (CNI или CeNI, СЕНИ). Статья 11 этого акта утверждала правопреемство новой спецслужбы от ДИНА.

## Функции и структура
Официальные задачи СЕНИ формулировались несколько умереннее, нежели в ДИНА — речь шла уже не о «внутренней войне», а о «сборе и обработке всей информации, которая требуется правительству для формулирования политики и обеспечения национальной безопасности». Как и ДИНА, новая спецслужба получала военизированный статус и включалась в систему национальной обороны Чили. Несмотря на это, подчинялся СЕНИ не Министерству обороны, а Министерству внутренних дел и непосредственно Правительственной хунте — фактически лично Пиночету.
СЕНИ наделялся полномочиями запрашивать любую информацию у любого государственного или муниципального органа, любого юридического лица, в том числе частной компании, созданной с государственным участием. Служба имела собственный штат и бюджет, финансовые и таможенные преференции. Главным отличием от ДИНА являлось ограничение арестных полномочий — СЕНИ имел право арестовывать только с санкции суда. Однако это ограничение обходилось через процедуру «охранного ареста» на основании законодательства об осадном положении.
Государственно-политические функции СЕНИ оставались теми же, что у ДИНА. СЕНИ унаследовал от ДИНА структурные подразделения и систему территориальных управлений. Постепенно штат увеличился до 3,7 тысячи человек, что заметно превысило количество сотрудников ДИНА (около 2,5 тысячи человек). Впоследствии публиковались данные, согласно которым примерно 2 тысячи сотрудников СЕНИ ранее имели судимости, задерживались правоохранительными органами, получали военно-дисциплинарные взыскания. Офицеры и агенты тестировались на оперативные навыки, твёрдость антикоммунистических взглядов и верность режиму. Привлекались также профессиональные преступники и формально отчисленные сотрудники. Из их числа под эгидой СЕНИ формировались группировки типа Comando Vengadores de Mártires — Команда мстителей за мучеников: имелась в виду внеправовая месть за жертв левых терактов.
В ведении СЕНИ, как и ДИНА, находились закрытые тюрьмы, центры содержания заключённых, в том числе Вилла Гримальди, камеры для допросов и пыток, а также лаборатория по производству отравляющего газа зарин в Колонии Дигнидад. СЕНИ имел полномочия оперативной координации военных спецслужб — армейской, флотской и авиационной разведок; в ходе спецопераций военные выполняли указания функционеров СЕНИ. Практически все сотрудники ДИНА перешли на службу в новое учреждение.
Особое место в структуре СЕНИ, ранее ДИНА, занимала т. н. «Мульченская бригада» — неформальный «эскадрон смерти», задействованный на откровенно внеправовых арестах, пытках и убийствах, иногда с применением зарина. Именно «мульченцы» похитили и убили в доме Марианы Кальехас испанского дипломата Кармело Сориа, заподозренного в связях с чилийскими коммунистами.
Штаб-квартира СЕНИ располагалась в Казармах Боргоньо — комплексе зданий в Индепенденсии на севере Сантьяго. Здесь размещались управленческий аппарат, оперативные службы, следственный изолятор, где содержались заключённые и применялись пытки.

## Руководство
Первым национальным директором СЕНИ стал прежний шеф ДИНА Мануэль Контрерас в генеральском звании. Но пребывание Контрераса в государственной должности оказалось невозможным из-за его роли в убийстве Летельера. Официальные инстанции США отказывались поддерживать отношения по межгосударственной линии. Уже в ноябре 1977 Пиночету пришлось отправить Контрераса в отставку. Директором СЕНИ был назначен генерал Одланьер Мена, бывший начальник военной разведки, расследовавший деятельность Контрераса. Вместе с Контрерасом были уволены его ближайшие сотрудники, заменённые офицерами армейской разведки и сухопутных войск.
В июле 1980 директором СЕНИ стал генерал Умберто Гордон, ранее руководитель разведуправления генштаба сухопутных войск. Под его руководством был создан антидиверсионный (контртеррористический) отдел и группа спецназа, налажено взаимодействие с корпусом карабинеров и гражданской разведслужбой, жёстко подавлены манифестации дней национального протеста в 1983, нанесены сильные удары по оппозиции и подполью. В 1987—1988 Гордон был членом Правительственной хунты.
С декабря 1986 по ноябрь 1988 пост директора СЕНИ занимал генерал Уго Салас Венцель, ранее армейский военачальник. Под его руководством была проведена масштабная Операция «Албания».
Генералы Умберто Лейва (ранее служил в сухопутных войсках) и Густаво Абарсуа (ранее служил в армейской разведке) возглавляли СЕНИ уже после референдума 1988, в переходный период к гражданскому правлению. Их задача состояла в основном в подготовке демонтажа СЕНИ и сокрытии компромата.
Самым известным функционером СЕНИ являлся майор (впоследствии подполковник) Альваро Корбалан — начальник антидиверсионного отдела, командир бригады спецназа и комендант казарм СЕНИ, руководитель объединённого командования СЕНИ и военных разведок. Корбалан принимал участие практически во всех значимых операциях СЕНИ.
Полковник Франсиско Феррер Лима курировал территориальные отделы СЕНИ и связи с аргентинской спецслужбой СИДЕ. Оперативное управление возглавляли полковники Хуан Хара Корнехо и Андрес Террис Кастро. Специфическую известность приобрёл биохимик Эухенио Берриос, курировавший в ДИНА и СЕНИ производство отравляющих веществ. «Мульченскую бригаду» возглавляли Гильермо Салинас Торрес, Пабло Бельмар Лаббе, Рене Патрисио Кильо, Мануэль Перес Сантильян, Хосе Акевеке Перес.

## Репрессивная служба
Ко времени создания СЕНИ обстановка в Чили в общем и целом стабилизировалась. Военный режим укрепился. От спецслужбы требовалось поддержание оперативного контроля, пресечение протестных выступлений, ликвидация антиправительственного подполья. Считаются доказанными около 120 политических убийств, совершённых агентами СЕНИ за «двенадцать лет террора». Из более 36 тысяч арестованных по политическим мотивам около 3 тысяч прошли закрытые центры содержания. Примерно 4 тысячи человек подвергались угрозам и избиениям. Как правило, это были представители открытой оппозиции, члены профсоюзов и общественных организаций. Продолжались жёсткие преследования коммунистической партии и ультралевого движения MIR.
Подавлялись не только политические протесты, но и социальное недовольство. Преследовались даже прежние союзники хунты. Типичным примером в этом отношении стала операция против профсоюзного деятеля Тукапеля Хименеса, лидера Демократического союза труда. Хименес, которого впоследствии назвали «чилийским Валенсой», активно боролся против Альенде, участвовал в забастовочном движении 1972—1973. При Пиночете он тоже возглавлял профсоюзную оппозицию режиму, организовывал забастовки. Имел поддержку американского профобъединения АФТ — КПП и лично Джорджа Мини. В феврале 1982 опергруппа армейской разведки ДИНЕ при координирующем участии СЕНИ организовала убийство Хименеса.
Жертвой СЕНИ считается экс-президент Чили христианский демократ Эдуардо Фрей Монтальва — первоначально поддержавший хунту, но требовавший восстановления демократии. Оппозиционные выступления авторитетного политика Фрея, вместе с Хименесом организовавшего забастовку протеста, представлялись опасными для властей. В январе 1982 он скончался с явными признаками отравления. Преследование христианского демократа не было единичным: через два года в Овалье погиб под пытками в СЕНИ однопартиец Фрея, активист транспортного профсоюза Марио Фернандес Лопес.
С середины 1980-х наметилась тенденция некоторой либерализации пиночетовского режима. Офицеры СЕНИ непосредственно участвовали в создании пропиночетовских политических партий, подполковник Корбалан в 1989 возглавлял Национальный аванпост. Но либерализация не касалась коммунистов, марксистов, леворадикалов и тем более участников вооружённого подполья. В 1984 закон о борьбе с терроризмом предоставил СЕНИ право задерживать подозреваемых в терактах без судебного ордера. По последующим подсчётам, вооружённые боевики — квалифицированные как террористы — составляли от 0,5 % до 1,5 % репрессированных СЕНИ. В цифровом выражении эта доля выглядит незначительной, но члены MIR и Патриотического фронта имени Мануэля Родригеса (ПФМР — военизированное крыло компартии) реально вели вооружённую борьбу с режимом. СЕНИ предпринимал против них серьёзные операции. В августе 1986 в городе Каррисаль-Бахо (провинция Уаско) сотрудники СЕНИ перехватили крупный груз оружия, направленного с Кубы для ПФМР. К операциям против ПФМР, несмотря на враждебные отношения с Корбаланом, привлекался опытный оперативник авиационной разведслужбы Роберто Фуэнтес Моррисон.
Между СЕНИ и другими силовыми структурами, особенно корпусом карабинеров, складывались сложные отношения межведомственной конкуренции. Аппаратным противником директора СЕНИ Умберто Гордона был командующий карабинерами Сесар Мендоса, многолетний член Правительственной хунты. В этом противостоянии Гордон воспользовался убийством трёх коммунистов, которое совершили карабинеры в марте 1985. Действия карабинеров были однозначно незаконны и создавали повод для отстранения Мендосы. СЕНИ провёл собственное расследование. Гордон тайно встретился с видными функционерами КПЧ Хосе Санфуэнтесом и Гильермо Шерпингом (встреча проходила на конспиративной явке под кодовым названием «Ленинская гвардия»). Коммунисты предъявили претензии к СЕНИ, но предоставили нужную Гордону информацию. Вскоре после этого Мендоса ушёл в отставку.
Крупнейшей акцией СЕНИ стала «Операция „Албания“». 7 сентября 1986 боевики ПФМР совершили покушение на Пиночета. Попытка оказалась неудачной: погибли пять человек, но сам Пиночет получил лишь лёгкое ранение. Он объявил о серьёзной террористической опасности, «войне между марксизмом и демократией». Директор СЕНИ генерал Салас Венцель поручил начальнику контртеррористической службы майору Корбалану физическую ликвидацию руководства ПФМР. Несколько месяцев сотрудники СЕНИ, военной разведки и гражданской полиции проводили тщательные оперативные мероприятия: сбор информации, выявление адресов, отслеживание передвижений. 15 июня 1987 в ходе комплексной облавы были расстреляны двенадцать руководящих активистов ПФМР, организаторы и участники покушения на Пиночета. Формальным основанием явилась санкция военного прокурора Луиса Асеведо на производство обысков и арестов.
Своего рода героическим символом СЕНИ стал лейтенант Луис Каревич. Он погиб 23 апреля 1979, обезвреживая взрывное устройство, заложенное боевиками MIR. При этом Каревич сознательно принял взрыв на себя, успев отбежать от остальных. (Случай стал широко известен, информация проходила даже в СССР. Советские пропагандистские источники, не описывая происшедшего, характеризовали Каревича как «пиночетовского карателя, погибшего по собственной глупости, но выдаваемого хунтой за героя»). В его честь ультраправые активисты создали группировку Comando Carevic — Команда Каревича, преследовавшую левых.

## Ограбление в Каламе
Крупный скандал разразился в СЕНИ в начале 1980-х. 9 марта 1981 двое офицеров СЕНИ — Габриэль Эрнандес Андерсон и Эдуардо Вильянуэва Маркес — ограбили отделение Госбанка в Каламе. Они похитили 45 миллионов песо (более 1 миллиона долларов), застрелили двух банковских служащих, трупы взорвали динамитом. Три месяца спустя оба были арестованы уголовной полицией, предстали перед судом, приговорены к смертной казни и расстреляны 22 октября 1982. Их сообщник Франсиско Диас Меса получил пожизненное заключение. Майор Хуан Дельмас Рамирес, начальник СЕНИ в Арике, которому подчинялись все трое, был найден мёртвым в пустыне Атакама.
Публичный суд и казнь Эрнандеса Андерсона и Вильянуэвы Маркеса произвели сильное впечатление на чилийское общество. Пиночет лично отказал в помиловании осуждённым сотрудникам своей тайной полиции. Режим подтверждал свой имидж «жестокого, но честного».
Впоследствии выяснилось, что ограбление в Каламе не было «частной уголовной инициативой». Майор Дельмас Рамирес принадлежал к группе офицеров, недовольных сокращением полномочий и финансирования СЕНИ по сравнению с ДИНА. Возглавляемый Дельмасом Рамиресом отдел СЕНИ в Арике превратился в «особую территорию», где не действовали даже законы хунты.
Дельмас Рамирес лично отдал приказ об ограблении банка — дабы преодолеть «недофинансирование Центра». Преступники разделили между собой сравнительно небольшую часть похищенных денег. Основные средства предназначались на тайные операции СЕНИ, под которые не выделялось достаточного бюджетного финансирования — новые теракты за границей, расширение производства зарина и т. д. За такое самоуправство Дельмас Рамирес был устранён с санкции директора Гордона (официально сообщалось о самоубийстве). Подсудимые дали подробные показания, но вновь заявляли, даже перед казнью, о своей верности режиму и лично Пиночету, у которого просили прощения.

## После роспуска
Национальный центр информации воспринимался как непосредственное продолжение зловещей ДИНА (иногда эти структуры не различались вообще). Орган политических репрессий, ответственный за пытки и убийства, не мог сохраняться после восстановления демократии в Чили. 22 февраля 1990, незадолго до вступления в должность демократически избранного президента Патрисио Эйлвина, вступил в силу декрет-закон N 18943 — об отмене декрета закона 1878 и расформировании СЕНИ. Акт определял процедуру трудоустройства сотрудников, получения ими финансовых выплат, порядок налоговых отчислений. Закон подписали члены Правительственной хунты Хосе Торибио Мерино, Фернандо Маттеи, Родольфо Станхе, Хорхе Лукар; завизировал президент Пиночет. Первоначально большинство сотрудников СЕНИ перешли на службу в ДИНЕ. Впоследствии многие из них поступили на работу в частные структуры охраны и безопасности. 
В 1991 году был учреждён Координационный совет общественной безопасности («Офис»). Эта служба занималась в основном разоружением вышедших из подполья ультралевых группировок и пресечением политического насилия радикалов. В 1993 создана спецслужба Управление общественной безопасности и информации.
С конца 1990-х причастных к убийствам руководителей и агентов начали привлекать к судебной ответственности. Мануэль Контрерас (осуждён раньше других), Умберто Гордон, Уго Салас Венцель умерли в заключении, Одланьер Мена покончил с собой, Эухенио Берриос убит в Уругвае, Альваро Корбалан и ряд других отбывают длительные сроки.
В правой части чилийского общества проявляется лояльное отношение к СЕНИ (и ДИНА) за борьбу против коммунизма и терроризма. Но однозначно преобладает крайне негативное отношение.